# トリニダード・トバゴの大統領
トリニダード・トバゴの大統領（トリニダード・トバゴのだいとうりょう、英語: President of the Republic of Trinidad and Tobago）は、トリニダード・トバゴ共和国の元首たる大統領である。

## 概要
1976年8月1日、同国の共和制への移行に伴い設立された役職。

## 選出
トリニダード・トバゴの市民権を持ち、10年以上国内に居住し、なおかつ35歳以上であることが条件。上下両院議員の投票で選出され、任期は5年。3選禁止。

## 権限
権限は儀礼的なものに限られ、実権は首相率いる内閣にある。また形式的ではあるが、国軍の最高司令官も兼ねる。下院の最大勢力の長を首相に任命し、首相および野党指導者の推薦に基づき上院議員を任命する。

## 大統領の一覧
| トリニダード・トバゴ (1962–1976)       |                                                                           |        |              |                               |                               |                      |                                         |
| 代                                     | 国王                                                                      | 国王   | 出身家       | 在位期間                      | 在位期間                      | 在位期間             | 備考                                    |
| 001                                    | エリザベス2世 Elizabeth II                                                |        | ウィンザー家 | 1962年8月31日 - 1976年8月1日  | 1962年8月31日 - 1976年8月1日  | 13年 + 336日         | 英連邦王国首長                          |
| トリニダード・トバゴ共和国 (1976-現在) |                                                                           |        |              |                               |                               |                      |                                         |
| 代                                     | 大統領                                                                    | 大統領 | 所属政党     | 期                            | 在任期間                      | 在任期間             | 備考                                    |
| 00－                                   | エリス・エマニュエル・イノセント・クラーク Ellis Emmanuel Innocent Clarke |        | 無所属       | －                            | 1976年8月1日 - 1976年9月24日  | 54日                 | 暫定大統領 （トリニダード・トバゴ総督） |
| 001                                    | エリス・エマニュエル・イノセント・クラーク Ellis Emmanuel Innocent Clarke | 1      | 無所属       | 1976年9月24日 - 1982年3月19日 | 10年 + 172日                  |                      |                                         |
| 001                                    | エリス・エマニュエル・イノセント・クラーク Ellis Emmanuel Innocent Clarke | 2      | 無所属       | 1982年3月20日 - 1987年3月19日 | 10年 + 172日                  | 任期満了前に外国訪問 |                                         |
| 00－                                   | マイケル・J・ウィリアムズ Michael Jay Williams                            | 2      |              | 無所属                        | 1987年3月15日 - 1987年3月19日 | 4日                  | 大統領代行 （上院議長）                 |
| 002                                    | ヌール・ハサナリ Noor Mohamed Hassanali                                   |        | 無所属       | 3                             | 1987年3月20日 - 1992年3月19日 | 9年 + 362日          |                                         |
| 002                                    | ヌール・ハサナリ Noor Mohamed Hassanali                                   | 4      | 無所属       | 1992年3月20日 - 1997年3月17日 |                               | 9年 + 362日          |                                         |
| 003                                    | アーサー・N・R・ロビンソン Arthur Napoleon Raymond Robinson               |        | 無所属       | 5                             | 1997年3月18日 - 2003年3月16日 | 5年 + 363日          |                                         |
| 004                                    | ジョージ・マクスウェル・リチャーズ George Maxwell Richards                |        | 無所属       | 6                             | 2003年3月17日 - 2008年3月17日 | 10年 + 1日           |                                         |
| 004                                    | ジョージ・マクスウェル・リチャーズ George Maxwell Richards                | 7      | 無所属       | 2008年3月18日 - 2013年3月18日 |                               | 10年 + 1日           |                                         |
| 005                                    | アンソニー・カルモナ Anthony Thomas Aquinas Carmona                       |        | 無所属       | 8                             | 2013年3月18日 - 2018年3月19日 | 5年 + 1日            |                                         |
| 006                                    | ポーラ＝メイ・ウィークス Paula Mae Weekes                                 |        | 無所属       | 9                             | 2018年3月19日 - 2023年3月20日 | 5年 + 1日            |                                         |
| 007                                    | クリスティン・カンガルー Christine Kangaloo                               |        | 無所属       | 10                            | 2023年3月20日 - （現職）      | 1年 + 357日          |                                         |